# Calobryum rotundifolium
Calobryum rotundifolium là một loài Rêu trong họ Haplomitriaceae. Loài này được (Mitt.) Schiffner mô tả khoa học đầu tiên năm 1899.